# Nowe Sioło (rejon lwowski)
Nowe Sioło (ukr. Нове Село, Nowe Seło) – wieś na Ukrainie, w obwodzie lwowskim, w rejonie lwowskim, w hromadzie Kulików. W 2001 roku liczyła 550 mieszkańców.
W dniu 13 lutego 1771 roku w miejscowości doszło do głośnego uprowadzenia Gertrudy Potockiej przez grupę nadwornych kozaków Franciszka Potockiego. Porwanie miało na celu doprowadzenie do unieważnienia zawartego kilka tygodni wcześniej małżeństwa Gertrudy z synem Franciszka Potockiego - Stanisławem Szczęsnym. W następstwie tych wydarzeń Gertruda poniosła śmierć - jej zwłoki ujawniono wiosną 1771 roku.
W II Rzeczypospolitej do 1934 samodzielna gmina jednostkowa. Następnie należała do zbiorowej wiejskiej gminy Nadycze w powiecie żółkiewski w woj. lwowskim. Po wojnie wieś weszła w struktury administracyjne Związku Radzieckiego.